# Зьомерда (окръг)
 Тази статия е за окръга в Германия.  За града вижте Зьомерда.  
Зьомерда (на немски: Sömmerda) е окръг в провинция Тюрингия, централна Германия, с площ 804,2 км2 и население 70 027 души (по приблизителна оценка за декември 2017 г.) Административен център е град Зьомерда. Граничи с провинция Саксония-Анхалт на североизток, с окръг Ваймарер Ланд и град Ерфурт на юг и с окръзите Гота и Унщрут-Хайних на запад.